# HV Manual
HV Manual is een Nederlandse handbalvereniging uit het Limburgse Venray. De club is op 12 juni 1975 opgericht.

## Geschiedenis
Handbalvereniging Manual is opgericht in 1975 onder de naam Hera. Pieter Jan Leo Roefs werd voorzitter op 12 juni 1975 en Peter Price werd secretaris. De vereniging werd al snel omgedoopt tot Manual: met de handen. Manual kende eind jaren zeventig, begin jaren tachtig zeer succesvolle jaren. In deze jaren werd de vereniging in diverse klassen kampioen en organiseerde de vereniging jaarlijks een druk bezocht toernooi.
Eind jaren 90 was het handbal in Venray op sterven na dood. Het ledenaantal daalde en er waren daarom ook minder teams. Behoudens een recreanten groep bestond de vereniging nog slechts uit een paar jeugdspelers. Vanaf het begin van de 21ste eeuw steeg het ledenaantal en kwam er nieuw leven in de vereniging.
In het seizoen 2018/2019 promoveerde het eerste team van de tweede regioklasse naar de eerste regioklasse.